# Microsoft Photo Editor
Microsoft Photo Editor è stato un software per la modifica e la visualizzazione di immagini sviluppato a partire dal 1997.

## Storia
Il programma era stato lanciato per la prima volta con la suite Office '97 ed incluso in seguito nelle versioni 2000 e XP (2001). A partire dal 2003, con l'introduzione della suite Office 2003, il programma è stato sostituito dalla Microsoft con il nuovo Microsoft Office Picture Manager.

## Differenze con Office Picture Manager
Contrariamente a Microsoft Office Picture Manager però, Microsoft Photo Editor consentiva all'utente più opzioni di tipo fotoritocco, come lo sfumato, il negativo, il bordo, la penna grafica, l'acquerello, il vetro, il timbro e la texture.
Tutte queste funzionalità, implementate con successo su Photo Editor, non sono più presenti nel nuovo Microsoft Office Picture Manager.